# Бранко Кокир
Бранко Кокир (Карловац, 28. август 1974) је бивши српски рукометаш. Са репрезентацијом Југославије је освојио бронзану медаљу на Светском првенству у рукомету 1999. у Египту. У својој каријери играо је за Партизан.